# 前350年代
| 千纪： | 前1千纪 |
| 世纪： | 前5世纪 \| 前4世纪 \| 前3世纪                                                                              |
| 年代： | 前380年代 \| 前370年代 \| 前360年代 \| 前350年代 \| 前340年代 \| 前330年代 \| 前320年代                    |
| 年份： | 前359年 \| 前358年 \| 前357年 \| 前356年 \| 前355年 \| 前354年 \| 前353年 \| 前352年 \| 前351年 \| 前350年 |

前350年代從前359年1月1日開始，於前350年12月31日結束。

## 大事记
- 前359年，秦国任衛鞅為左庶長，開始變法。
- 前359年，韓莊侯若山卒，子韓昭侯嗣位。
- 前359年，齊桓公田午卒，子齊威王嗣位。
- 前359年，希臘北部馬其頓王國新王腓力二世即位。
- 前358年，秦國、韓國戰於西山（熊耳山），韓軍敗退。
- 前358年，齊任鄒忌為相。
- 前357年，韓國、魏國君主會於鄗邑。
- 前356年，趙國、燕國君主會於阿城。趙國、齊國、宋國君主會於平陸。
- 前355年，齊國、魏國君主會於郊縣。秦國、魏國君主會於杜平。魯康公毛嗣位。
- 前354年，秦敗魏軍於元里，斬首七千，陷少梁。魏龐涓攻趙，圍趙都邯鄲。
- 前353年，齊国田忌為帥，孫臏為軍師，与魏国桂陵之战，魏軍大敗。
- 前353年，楚國任昭奚恤為令尹。韓國攻東周國，陷陵觀、廩丘。
- 前351年，韓任申不害為相。秦大良造衛鞅攻魏，陷固陽。
- 前350年，秦自櫟陽遷都咸陽。
- 前350年，衛鞅令國民父子兄弟姊妹分室而居，頒度量衡制度，聚鄉邑為三十一縣。
- 前350年，趙肅侯趙語嗣位。

## 逝世
- 前359年，韓莊侯若山
- 前359年，齊桓公田午
- 前355年，魯共公奮
- 前350年，趙成侯種